# 羅多倫咖啡
羅多倫咖啡股份有限公司（日語：株式会社ドトールコーヒー），是經營咖啡業務的日本商社（批發商）。主要服務為咖啡豆的進口、烘焙與批發販售，並經營餐廳與加盟連鎖事業。是羅多倫和餐控股公司的完全子公司。
公司經營方針是「透過一杯美味的咖啡提供人們安樂與活力。」

## 概要
- 創辦人·名譽會長（日语：名誉会長）：鳥羽博道
- 社長（總裁）：長男鳥羽豐（2005年7月1日就任）
- 總部所在地：東京都澀谷區神南1-10-1（1F為羅多倫咖啡店（日语：ドトールコーヒーショップ））

## 各地分店

### 中国
2018年，罗多伦正式进入中国大陸，首店开在上海。

### 台灣
1991年由禾榮產業代理進入台灣，以「35元平價咖啡」為號召，成為台灣最早的平價咖啡連鎖店，帶動了台灣本土自創品牌如丹堤咖啡、怡客咖啡等跟進市場。
2011年起台灣分店由母公司「羅多倫和餐餐飲控股集團」接手自營。

## 腳註
1. ↑  『ドトールコーヒー「勝つか死ぬか」の創業記』（鳥羽博道著、日経ビジネス文庫、2008年、7p）
2. ↑  . 2006-08-21  [2021-04-18]. （原始内容存档于2021-04-24）.
3. ↑  . 2019-09-16  [2021-04-18]. （原始内容存档于2021-04-22）.

## 關聯項目
株式会社ドトールコーヒー（英語：Doutor Coffee Co., Ltd.）旗下包含其他咖啡品牌
- EXCELSIOR CAFFÉ （页面存档备份，存于）
- café COLORADO （页面存档备份，存于）
- LE CAFÉ DOUTOR GINZA （页面存档备份，存于）
- CAFE LEXCEL （页面存档备份，存于）
- 梟書茶房 （页面存档备份，存于）
- ドトール珈琲農 （页面存档备份，存于）

## 外部連結
- 株式会社ドトールコーヒー （页面存档备份，存于）
- 羅多倫咖啡的X（前Twitter）
- ドトールコーヒーショップ的Facebook專頁